# Ян Яндоурек
Ян Яндоурек (на чешки: Jan Jandourek) е чешки социолог, старокатолически свещеник, журналист, издател и писател на произведения в жанра сатира, криминален роман, публицистика и на популярни книги със социологическа тематика.

## Биография и творчество
Ян Яндоурек е роден на 12 май 1965 г. в Нове Место над Метуйи, Чехословакия. През 1984 г. завършва Електротехническата гимназия в Добрушка. Образованието си по теология получава в Кирилометодиевския богословски факултет в Лимомержице (1984 – 1989). В периода 1993 – 1996 г. учи социология във Факултета по социални науки в Карловия университет, където после специализира (1996 – 2001) и получава докторска степен по социология с дисертация на тема „Образът на тоталитарното общество в работата на Йозеф Шкворецки“. Води и курсове по социология на литературата и социология на религията в университета. Едновременно учи в Теологическия факултет на университета в Берн (1999 – 2000), където работи по темата „Критична херменевтика на религиозните текстове при Фойербах, Маркс и Фройд“. В периода 2000 – 2002 г. работи и в катедрата по религиозни науки във Факултета по изкуствата на Университета в Пардубице.
В периода 1989 – 1991 г. работи като свещеник в духовната администрация в Пардубице, в периода 1991 – 1992 г. е йезуитски новациат, а в периода 1992 – 1995 г. е свещеник в Пражката църква на Светия Спасител. След това остава свещеник на Старокатолическата църква без редовна дейност.
В периода 1995 – 1996 г. е член на редколегията на списание „Чешка седмица“, сътрудничи на „Lidové noviny“, „Mladá fronta Dnes“, „Literární noviny“ и „Anno Domini“. От октомври 2000 г. до септември 2005 г. е член на Центъра за сравнителни изследвания във Факултета по изкуствата на Карловия университет. В сравнителната литература се занимава основно с модерната световна литература и с проблема за „падналите жанрове“. Води и курсове по социология на литературата и социология на религията в университета. През 2006 г. основава издателство „Tartaros“, което се специализира предимно в прехвърлянето на книги в електронен формат. От 2010 г. той е редактор на седмичника „Reflex“, по-късно преименуван на „Euro“.
Първият му роман „V jámě lvové“ (В лъвската яма) е издаден през 1997 г. За него получава литературната награда „Иржи Ортен“.
В България е популярен с хумористичните си книги „Поемеш ли към Ада, яхай хубава кобила“ и „Бомба под леглото“.
Ян Яндоурек живее в Прага.

## Произведения

### Самостоятелни романи
- V jámě lvové (1997) – награда „Иржи Ортен“
- Škvár (1999)
- Když do pekla, tak na pořádné kobyle (2000)
Поемеш ли към Ада, яхай хубава кобила, изд. „Ерго“ (2010), прев. Маргарита Кюркчиева
- Mord (2000)
- Bomba pod postelí (2001)
Бомба под леглото, изд. „Ерго“ (2013), прев. Маргарита Кюркчиева
- Vražda je krásná (2004)

### Сборници с интервюта
- Ptal jsem se cest (1997) – интервюта с Томаш Халик
- Cesta za pravdou (1997 – интервюта с Вацлав Мали
- Naděje není v kouzlech (1999) – интервюта със Зденек Матейчес
- Srdcem proti ostnatému drátu (2013) – интервюта с Даниел Херман

### Документалистика
- Pohanokřesťanské meditace (1995)
- Svatí a kacíři světových náboženství (1998)
- Sociologický slovník (2001)
- Úvod do sociologie (2003)
- Když papež odchází… (2005)
- Průvodce sociologií (2008)
- Vzestup a pád moderního ateismu (2010)
- Čítanka sociologických klasiků (2010)
- Sociologie zločinu (2011)